# Bad-Bramstedt-Klasse
Die Bad-Bramstedt-Klasse ist eine Schiffsklasse von drei Patrouillenbooten der Bundespolizei. Die drei Schiffe wurden im Jahr 2000 als Ersatz für ältere Boote der Neustadt-Klasse in Auftrag gegeben und sollen mittelfristig durch weitere Patrouillenboote der Potsdam-Klasse ersetzt werden. Sie sind Teil der Küstenwache des Bundes.

## Geschichte

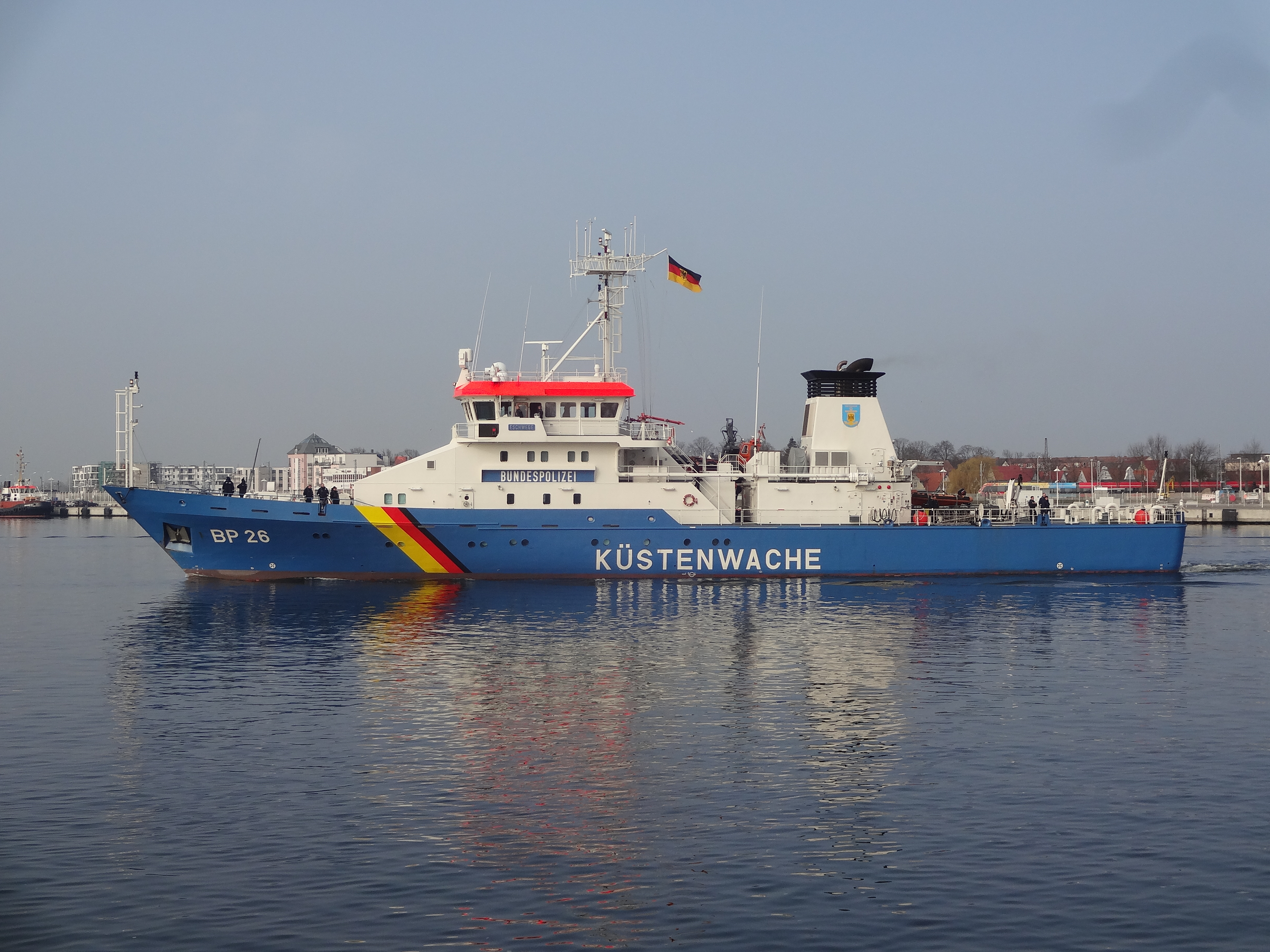
BP 26 Eschwege

Die drei Schiffe der Bad-Bramstedt-Klasse wurden im Jahr 2000 als Ersatz für acht Boote der in den Jahren 1969 bis 1970 beschafften Neustadt-Klasse in Auftrag gegeben. Die bei der russischen Werft Jantar (Oblast Kaliningrad) gebauten Rümpfe wurden bei Abeking & Rasmussen ausgebaut. Sie verfügen über einen Hybridantrieb mit Dieselmotor für hohe Geschwindigkeit und separaten dieselelektrischen Antrieb für sparsame Marschfahrt.
Die Bad Bramstedt wurde am 8. November 2002 als BG 24 in Cuxhaven in Dienst gestellt. Am 2. Mai 2003 folgte die Bayreuth (BG 25) in Neustadt in Holstein und am 18. Dezember 2003 die Eschwege (BG 26) in Rostock-Warnemünde.
Im Zuge der Umbenennung des Bundesgrenzschutzes in Bundespolizei erfolgte 2005 die Kennnummern-Änderung in BP 24, BP 25 und BP 26. Die Schiffe sind optisch einheitlich gestaltet (blaue Grundfarbe, Schriftzug „Küstenwache“, die Schwarz-Rot-Gold-Kennzeichnung am Schiffsrumpf und das Wappen der Küstenwache).
Mit der Einführung der Potsdam-Klasse im Frühjahr 2019 verfügt die Bundespolizei aktuell damit über insgesamt 6 Patrouillenboote. Sie unterstehen der Bundespolizeidirektion Bad Bramstedt als ausgegliederter Direktionsbereich Bundespolizei See mit Sitz in Neustadt (Holstein) und den drei Bundespolizeiinspektionen See in Neustadt, Warnemünde und Cuxhaven.

## Boote
| Name          | Kennung          | Bauwerft                         | IMO Nr. | Baubeginn | Indienst- stellung | Außerdienst- stellung | Verbleib               |
| ------------- | ---------------- | -------------------------------- | ------- | --------- | ------------------ | --------------------- | ---------------------- |
| Bad Bramstedt | BP 24 (ex-BG 24) | Abeking und Rasmussen, Lemwerder | 9252620 | vor 2002  | 8. November 2002   |                       |                        |
| Bayreuth      | BP 25 (ex-BG 25) | Abeking und Rasmussen, Lemwerder | 9252632 | vor 2003  | 2. Mai 2003        |                       |                        |
| Eschwege      | BP 26 (ex-BG 26) | Abeking und Rasmussen, Lemwerder | 9252644 | vor 2003  | 18. Dezember 2003  |                       | ab 04/2024 Schulschiff |